# Баграт II (царь картвелов)
Баграт II (груз. ბაგრატ II; умер 994) — царь картвелов и правитель Тао-Кларджетского княжества из династии Багратионов с 961 по 994 гг, эриставт-эристави между 954-958 гг. Также известен как Баграт Регуени (ბაგრატ რეგუენი) — прозвище, которое на русский язык переводится как «Неумный».

## Биография
Баграт был старшим сыном и преемником Сумбата I, которому он наследовал как «царь картвелов» в 958 году. Несмотря на царственный статус, Баграт правил только Нижним Тао, и в отличие от своего отца, не был пожалован императором Византии высшим византийским титулом куропалата, который был предоставлен двоюродному брату Баграта и правителю Верхнего Тао, Адарнасе V. 
Профессор Эквтиме Такаишвили объяснял прозвище Баграта "Регуени" его юным возрастом после вступления на престол. 

### Политическая деятельность
Баграт часто появлялся как соратник своего родственника Давида III, правителя Верхнего Тао, самого влиятельного среди Багратионов того времени, помогая ему против Равадидов из Азербайджана и даже против его собственного сына и соратника Гургена во время краткого раскола среди Таойской и Кларджетской ветви рода Багратионов. 
К 978 году Гурген стал де-факто царем Картли, в то время как его сын, Баграт III был усыновлен и объявлен наследником Давида III, что подготовило почву для будущего объединения различных грузинских политических сил в единое царство Багратионов — Грузинское царство. Его первым царем стал внук Баграта, царь Баграт III.

## Семья
У Баграта было два сына:
- Принц Гурген (умер в 1008 г.), его преемник как царь картвелов.
- Принц Сумбат (умер в 992.), потомства не оставил.